# Hadar (stadsdel)

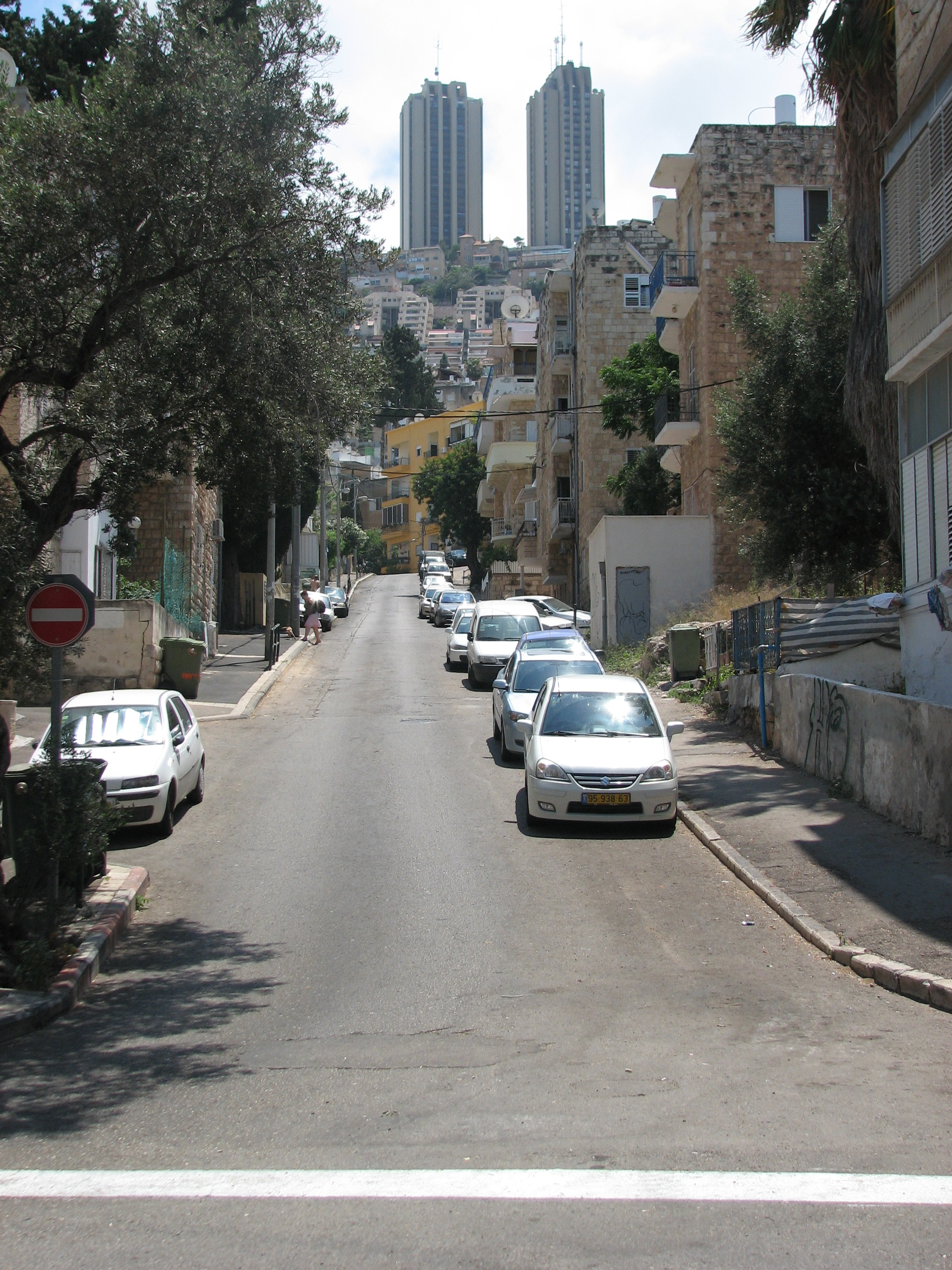
En gata i Hadar, med vy mot Karmel

Hadar (hebreiska: הדר), eller Hadar Hacarmel ("Karmels härlighet", namnet hämtat från  Bibeln (Jesaja 35:2)), är en stadsdel i den israeliska staden Haifa. Stadsdelen ligger på de norra, lägre delarna av Karmelberget, nära Haifas centrum och hamn. Hadars huvudgata heter Herzlgatan.
Hadar byggdes under 1920- och 1930-talen som den första hebreiska stadsdelen i det då brittiska Haifa, och under några år efter att Israel blev självständigt spelade den en viktig roll inom stadens urban- och kulturliv. I början på 2000-talet är den däremot till stor del befolkad av minoriteter, såsom araber och OSS-invandrare, samt ortodoxa judar; och anses som en av stadens fattigare nejder.
Cirka 36 600 invånare bodde i Hadar 2008.
I västra kanten av stadsdelen finns Bahá'íernas Universella Rättvisans Hus och trädgård.